# Marwitzia centiguttalis
Marwitzia centiguttalis là một loài bướm đêm trong họ Crambidae.